# Médaille Pelagia-Majewska
La Médaille Pelagia Majewska est une décoration décernée par la Fédération aéronautique internationale (FAI) aux femmes qui se sont distinguées par leur performance ou leur implication notable dans le domaine du vol à voile.

## Historique
La Fédération aéronautique internationale (FAI) instaure la récompense en 1989, en l'honneur de l'aviatrice polonaise Pelagia Majewska.

## Récipiendaires
| Année | Récipiendaire                | Remarque |
| ----- | ---------------------------- | -------- |
| 1989  | Mrs. Ann Welch               |          |
| 1990  | -                            |          |
| 1991  | Gisela Weinreich             |          |
| 1992  | Georgette Litt-gabriel       |          |
| 1993  | -                            |          |
| 1994  | Mrs. Marie Kyzivatova        |          |
| 1995  | Mrs. Adele Mazzucchelli Orsi |          |
| 1996  | Bertha Ryan                  |          |
| 1997  | Ms. Hana Zejdová             |          |
| 1998  | -                            |          |
| 1999  | -                            |          |
| 2000  | Dr. Angelika Machinek        |          |
| 2001  | Carol Clifford               |          |
| 2002  | -                            |          |
| 2003  | -                            |          |
| 2004  | -                            |          |
| 2005  | -                            |          |
| 2006  | Ghislaine Facon              |          |
| 2007  | Maksymiliana Czmiel-Paszyc   |          |
| 2008  | Doris F. Grove               |          |
| 2009  | Beryl Hartley                |          |
| 2010  | -                            |          |
| 2011  | Gill Van Den Broeck          |          |
| 2012  | Maria Bolla                  |          |